# Тельо, Исраэль
Исраэль Тельо Роблес (исп. Israel Tello Robles; род. 18 января 2006) — мексиканский футболист, нападающий клуба «Некакса».

## Клубная карьера
Тельо — воспитанник клуба «Некакса».

## Международная карьера
В 2023 году в составе юношеской сборной Мексики Тельо выиграл юношеском Кубке КОНКАКАФ в Гватемале. На турнире он сыграл в матчах против сборных Гватемалы и Никарагуа.

## Достижения
Международные
 Мексика (до 17)
- Победитель Юношеского кубка КОНКАКАФ — 2023